# Tall Masih
Tall Masih (arab. تل ماسح) – wieś w Syrii, w muhafazie Aleppo. W 2004 roku liczyła 250 mieszkańców.